# Piedivalle
Piedivalle è una frazione del comune di Preci (PG) disposta lungo il corso del fiume Campiano, a 611 m s.l.m., ed all'incrocio con un itinerario montano storico che porta a Visso. Secondo i dati del censimento Istat del 2001, gli abitanti sono 35.

## Storia e descrizione
Insieme alle vicine comunità di Acquaro e Valle, sorse per ospitare le famiglie che desideravano la protezione dei monaci dell'abbazia di Sant'Eutizio.
Nel paese si trovano due chiese: la chiesa di San Giovanni Battista (XVI secolo), con un portale risalente al 1535, mentre la chiesa di Santa Maria del Ponte risale invece al XVII secolo.
A breve distanza, il monumento principale dell'intera valle Castoriana è costituito dall'abbazia, fondata dal leggendario monaco siriano Eutizio, nel V secolo: egli fu maestro di vita per san Benedetto e santa Scolastica. Essa si trova nella stretta valle posta tra i monti Moricone e Macchialunga, erede dei primi insediamenti fondati dal monaco Spes, di cui rimangono alcune tracce nella grotta dell'abbazia. All'interno è conservato anche un Reliquiario del 1544, in argento, rame ed oro, contenente il cilicio del santo.
Gli eventi principali sono rappresentati dalla Festa di Sant'Eutizio, il 23 maggio, e dalla Festa della Madonna del Ponte, a ferragosto. Il 9 dicembre invece si svolge lu focaracciu, così detto nell'intera vallata, mentre a Piedivalle come nella guaita di Sant'Eutizio "lu cirquijolu": l'accensione di falò di ginestra nella notte per ricordare la leggendaria traslazione angelica della Santa Casa di Nazaret fino a Loreto. La filastrocca cantata nell'occasione recita:
sia dereto che davanti, 

e in questa serata bella 

co lu vinu e la ciammella 

sia a lu bieju che a lu bruttu, 

j'atturimo lu cunnuttu.»

## Galleria d'immagine

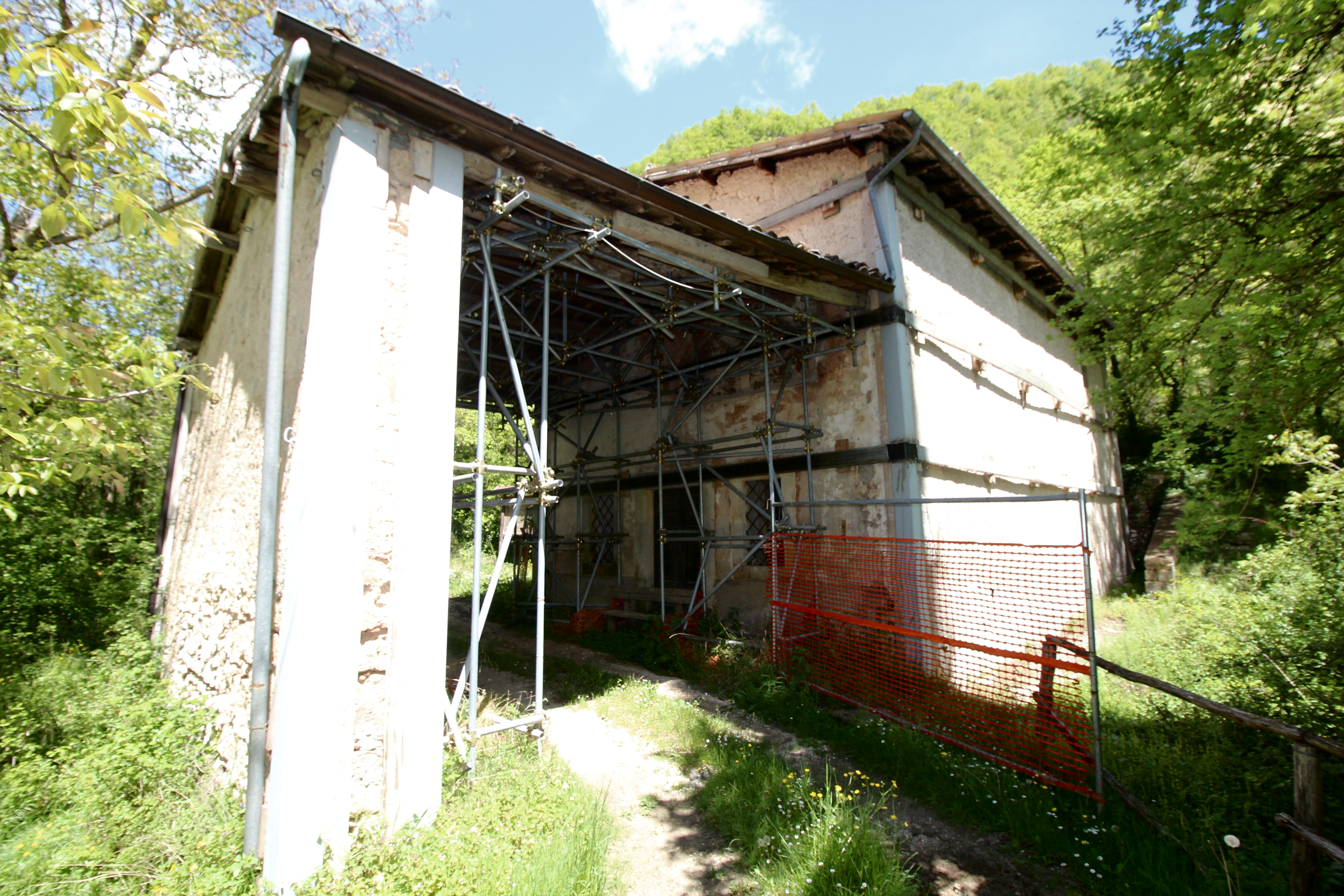
La chiesa Madonna del Ponte
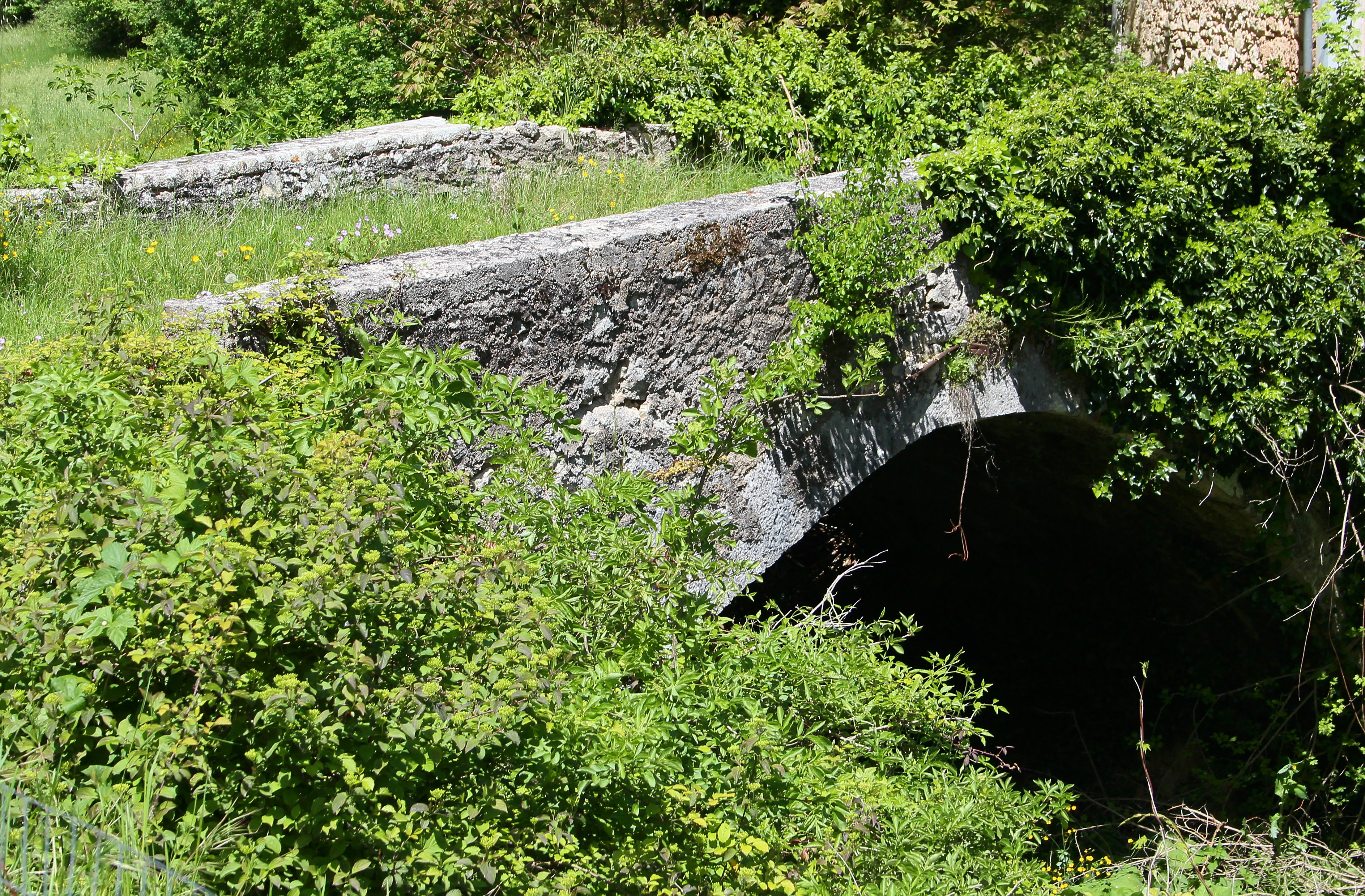
Il ponte sul torrente Campiano
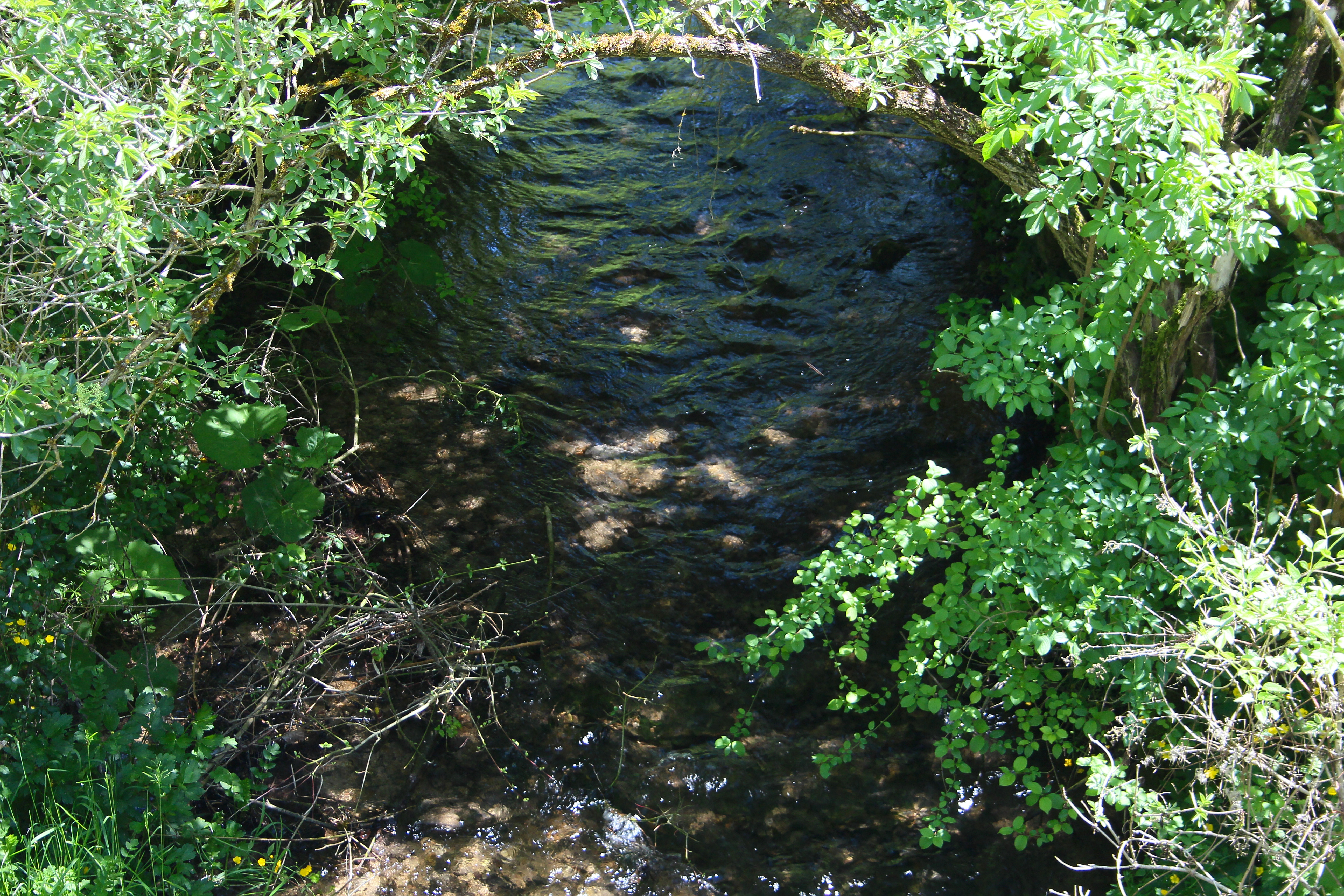
Il torrente Campiano a Piedivalle